# Richard O'Connor
General Sir Richard Nugent O'Connor KT, GCB, DSO med bjælke, MC, ADC (21. august 1889 – 17. juni 1981) var en britisk general, som ledede Western Desert Force i de første år af 2. Verdenskrig. Han var britisk øverstkommanderende i felten under Operation Compass, hvor hans styrker nedkæmpede en langt større italiensk armé, en sejr, som omtrent fordrev aksestyrkerne fra Afrika og førte til, at Adolf Hitler afsendte Afrika Korpset under Erwin Rommel for at forsøge at rette op på situationen. O'Connor blev taget til fange af en tysk patrulje om natten den 7. april 1941 og tilbragte over to år i en italiensk krigsfangelejr. Han undslap i december 1943, og i 1944 ledede han det britiske 8. korps i Normandiet og efterfølgende i Operation Market Garden. I 1945 blev han øverstkommanderende for tropperne i den østlige del af Britisk Indien, og derefter ledede han i den sidste tid af det britiske styre i Indien, Nordkommandoen. Hans sidste opgave i hæren var at være generaladjudant for styrkerne i London, hvor han var ansvarlig for den britiske hærs administration, personel og organisation.
Som anerkendelse for hans indsats i krigen blev O'Connor hædret med de højeste riddergrader indenfor to forskellige ridderordner. Han blev også tildelt Distinguished Service Order (to gange), Military Cross, de franske Croix de Guerre og Æreslegionen. Desuden var han Aide-de-camp for George 6. af Storbritannien. Ham blev omtalt i depecher ni gange under 1. Verdenskrig, en gang mens han var i Palæstina og tre gange under 2. Verdenskrig.

## Tidlige år og 1. Verdenskrig
O'Connor blev født i Srinagar i Kashmir-provinsen i Indien den 21. august 1889 som søn af en major i Royal Irish Fusiliers og dattersøn af en tidligere guvernør i Indiens centrale provinser. Han gik på Tonbridge Castle School i 1899 og The Towers School i Crowthorne i 1902. I 1903, efter hans fars død ved et uheld, skiftede han til Wellington School i Somerset. Han gik på Royal Military Academy Sandhurst i 1908. I oktober det følgende år blev han sendt til 2. bataljon af The Cameronians (Scottish Rifles). Han fastholdt nære bånd med denne enhed i resten af livet. I januar 1910 blev bataljonen stationeret i Colchester, hvor han fik træning i signalering og riffelskydning. Bataljonen blev derpå stationeret på Malta fra 1911 til 1912, og her fungerede O'Connor som regimentets signalofficer.
Under 1. Verdenskrig gjorde O'Connor tjeneste som signalofficer for 22. brigade i 7. infanteridivision og kaptajn med ledelse af divisionens signalkompagni og midlertidig brigademajor i 91. brigade af 7. division. Han blev tildelt Military Cross i februar 1915. I marts samme år kom han i kamp ved Arras og Bullecourt. O'Connor blev tildelt DSO og udnævnt til midlertidig oberstløjtnant og leder af 1. infanteribataljon i Honourable Artillery Company, delen af 7. division i juni 1917. I november blev divisionen beordret til at støtte italienerne mod østrig-ungarske styrker i slaget ved Piave-floden, som da udgjorde en del af den italienske front. I slutningen af oktober 1918 erobrede 2. bataljon øen Grave di Papadopoli ved Piave floden, hvilket medførte, at O'Connor fik tildelt den italienske æresmedalje i sølv og en bjælke til sin DSO.
Ved krigens slutning fik O'Connor sin kaptajnsrang tilbage.

## Mellemkrigsårene
O'Connor gik på Staff College, Camberley i 1920. O'Connors tjeneste i årene mellem verdenskrigene omfattede en post mellem 1921 og 1924 som brigademajor i den eksperimentelle brigade (eller 5. Brigade) under kommando af J.F.C. Fuller, som blev dannet for at afprøve metoder og procedurer for anvendelse af kampvogne og fly i sammenhæng med infanteri og artilleri.
Han vendte tilbage til sin gamle enhed, The Cameronians, som adjudant fra 1924 til 1925. Fra 1925 til 1927 gjorde han tjeneste som kompagnichef ved Sandhurst. Han vendte tilbage til Staff College ved Camberley som instruktør fra 1927 til 1929. I 1930 forrettede O'Connor igen tjeneste med 1. bataljon af The Cameronians i Ægypten og fra 1931 til 1932 i Lucknow, Indien. Fra 1932 til 1934 var han generalstabsofficer af 2. grad i krigsministeriet. Han gik på Imperial Defence College i London i 1935. I oktober samme år, efter at O'Connor var blevet forfremmet til brigadegeneral, overtog han kommandoen over Peshawarbrigaden i det nordvestlige Indien. I september 1938 blev O'Connor forfremmet til generalmajor og udpeget til chef for den 7. division i Palæstina, samtidig med at han blev militærguvernør i Jerusalem.
I august 1939 blev 7. division overført til fæstningen ved Mersa Matruh i Ægypten, hvor O'Connor fik til opgave at forsvare området mod et potentielt angreb fra koncentrerede italienske styrker i 10. armé på den anden side af grænsen i Libyen.

## Den italienske offensiv ogOperation Compass
Italien erklærede krig mod Storbritannien og Frankrig den 10. juni 1940, og kort efter blev O'Connor udpeget til chef for Western Desert Force. Han fik af generalløjtnant Maitland Wilson, lederen af de britiske styrker i Ægypten, til opgave at drive de italienske styrker ud af Ægypten for at beskytte Suezkanalen og britiske interesser fra angreb.
Den 13. september angreb Rodolfo Graziani. Hans forreste divisioner trængte 100 km ind i Ægypten, hvor de nåede byen Sidi Barrani og da de manglede forsyninger, begyndte de at grave sig ned. O'Connor begyndte at forberede et modangreb. Han havde 7. britiske pansrede division og 4. indiske infanteridivision samt to brigader til rådighed. De britiske og Commonwealth tropperne i Ægypten udgjorde omkring 36.000 mand. Italienerne havde næsten fem gange så mange tropper, foruden hundredvis af kampvogne og kanoner og støtte fra en langt større luftstyrke. I mellemtiden blev der sendt små angrebsstyrker sendt af sted fra 7. pansrede division og den nydannede Long Range Desert Group for at teste, genere og afskære italienerne (dette var begyndelsen på det, der blev til Special Air Services). Royal Navy og Royal Air Force støttede ved at bombardere fjendtlige støttepunkter, flyvepladser og bagområder.
Modoffensiven Operation Compass begyndte den 8. december 1940. O'Connors forholdsvis lille styrke på 31.000 mand, 275 kampvogne og 120 kanoner med dygtig støtte fra RAF og Royal Navy brød igennem et hul i det italienske forsvar ved Sidi Barrani nær kysten. Styrken trængte herefter som en le igennem de italienske bagområder mellem kysten og ørkenen og erobrede det ene støttepunkt efter det andet ved at afskære og isolere dem. De italienske kanoner kunne ikke gøre noget mod de tungt pansrede, britiske Matilda kampvogne, og deres granater prellede af mod panseret. I midten af december var italienerne presset fuldstændig ud af Ægypten, og briterne havde taget 38.000 fanger og erobret store lagre af forsyninger.
Briterne holdt en kort pause, inden de fortsatte angrebet ind i italiensk Libyen mod resten af Grazianis desorganiserede armé. På dette tidspunkt gav den britiske øverstkommanderende i Mellemøsten General Sir Archibald Wavell ordre til 4. indiske division om at trække sig tilbage og lede invasionen af Italiensk Østafrika. Denne erfarne division skulle erstattes af den uerfarne 6. australske division, som, selv om den var sej, ikke var trænet i ørkenkrig. Trods dette tilbageslag fortsatte offensiven med minimal forsinkelse, og i slutningen af december belejrede og erobrede australierne Bardia, som faldt med yderligere 40.000 fanger og 400 kanoner.
I starten af januar 1941 blev Western Desert Force omdøbt til 13. Korps. Den 9. januar blev offensiven genoptaget. Den 12. januar blev den strategiske fæstningshavn Tobruk omringet. Den faldt den 22. januar, og der blev taget yderligere 27.000 italienske fanger sammen med værdifulde forsyninger, fødevarer og våben. Da Tobruk faldt, blev det besluttet, at 13. korps skulle referere direkte til Wavell i hovedkvarteret for Mellemøsten og fjerne hovedkvarteret for de britiske tropper i Ægypten fra kommandovejen. Den 26. januar begyndte de resterende italienske divisioner i det østlige Libyen at trække sig tilbage mod nordvest langs kysten. O'Connor optog straks forfølgelsen og sendte sine kampvogne mod sydvest gennem ørkenen i en udflankningsoperation, mens infanteriet forfulgte italienerne langs kystvejen mod nord. De let pansrede forreste enheder fra 4. mekaniserede brigade nåede frem til Beda Fomm inden de flygtende italienere den 5. februar og blokerede hovedvejen langs kysten og dermed deres flugtrute. To dage senere, efter et bekosteligt og fejlslagent forsøg på at gennembryde blokaden, og med det britiske infanteri i hælene fra Benghazi mod nord, overgav de demoraliserede og udmattede italienere sig. O'Connor og Eric Dorman-Smith telegraferede tilbage til Wavell: "Fox killed in the open..."
På to måneder havde 13. korps rykket 1.300 km frem, ødelagt en hel italiensk armé med 10 divisioner, taget 130.000 til fange og erobret 400 kampvogne og 1.292 kanoner for en pris af 500 døde og 1.373 sårede. Som anerkendelse for dette blev O'Connor udnævnt til Knight Commander of the Order of Bath, den første af hans to ridderskaber.

## Tilbageslag og tilfangetagelse
I strategisk forstand var sejren i Operation Compass endnu ikke komplet. Italienerne havde fortsat kontrollen med det meste af Libyen og rådede over styrker, som måtte overvindes. Aksemagternes fodfæste i Afrika forblev en fortsat trussel mod Ægypten, så længe denne situation fortsatte. O'Connor var klar over dette og anmodede indtrængende Wavell om at tillade ham at trænge videre mod Tripoli hurtigst muligt for at få has på italienerne. Wavell var indforstået, og det samme var generalløjtnant Sir Henry Maitland Wilson, som nu var militærguvernør i Cyrenaica, og 13. korps genoptog fremrykningen. O'Connors nye offensiv blev kortvarig. Da korpset nåede til El Agheila, lige sydvest for Beda Fomm, gav Churchill ordre til at fremrykningen skulle stoppe der. Aksemagterne havde invaderet Grækenland, og Wavell blev beordret til at sende alle til rådighed stående styrker dertil så hurtigt som muligt for at modstå invasionen. Wavell overførte 6. australske division og dele af 7. pansrede division samt de fleste af forsyningerne og luftstøtten til denne operation, som endte med at slå fejl. 13. Korps blev sat på vågeblus, og O'Connor blev udpeget til leder af de britiske styrker i Ægypten i Kairo.
Situationen udviklede sig snart til det værre for briterne. I marts 1941 havde Hitler sendt general Erwin Rommel og Afrika Korpset af sted for at stive italienerne af i Libyen. Wavell og O'Connor stod nu overfor en formidabel fjende under en feltherre, hvis snuhed, evner og mod gjorde ham fortjent til sit øgenavn "Ørkenræven". Rommel spildte ingen tid på at iværksætte sin egen offensiv den 31. marts. Den uerfarne 2. pansrede division blev grundigt besejret, og den 2. april kom Wavell til fronten for at inspicere forholdene sammen med generalløjtnant Sir Philip Neame, som nu var leder af de britiske og Commonwealth tropper i Cyrenaica (Wilson var taget af sted for at lede de allieredes ekspeditionskorps i Grækenland). O'Connor blev kaldt frem og ankom fra Cairo den næste dag, men nægtede at overtage Neames post, da han ikke var bekendt med de aktuelle forhold. Han indvilligede dog i at blive og rådgive.
Den 6. april blev O'Connor og Neame taget til fange af en tysk patrulje nær Martuba, mens de var på vej til deres hovedkvarter, som var blevet trukket tilbage fra Maraua til Timimi.

## Fangenskab og flugt
O'Connor tilbragte de næste 2½ år som krigsfange, fortrinsvis på Castello di Vincigliata ved Firenze i Italien. Her var han og Neame i selskab med bl.a. generalmajor Sir Adrian Carton de Wiart og viceluftmarskal Owen Tudor Boyd. Selv om betingelserne under deres ophold ikke var ubehagelige, dannede officererne snart en flugtklub og begyndte at planlægge et udbrud. Deres første forsøg, et simpelt forsøg på at klatre over borgmuren, førte til en måned i isolation. Det andet forsøg, via en flugttunnel, som blev bygget mellem oktober 1942 og marts 1943, havde nogen succes, idet to newzealandske brigadegeneraler James Hargest og Reginald Miles, nåede til Schweiz. O'Connor og de Wiart, som var til fods, var på fri fod i en uge, men blev fanget ved Bologna i Po dalen. Igen var resultatet en måned i isolation.
Det var først efter den italienske overgivelse i september 1943, at det sidste, vellykkede, forsøg blev gjort. Med hjælp af den italienske modstandsbevægelse undslap Boyd, O'Connor og Neame, mens de blev overført fra Vincigliati. Efter et fejlslagent møde med en ubåd ankom de med båd til Termoli, derpå fortsatte de til Bari, hvor de blev modtaget som gæster af general Harold Alexander den 21. december 1943. Efter sin tilbagekomst til Storbritannien fik O'Connor overdraget den riddertitel, som han havde fået tilkendt i 1941 og forfremmet til generalløjtnant. Montgomery foreslog, at O'Connor skulle være hans efterfølger som leder af 8. armé, men denne post gik i stedet til Oliver Leese, og O'Connor fik ledelsen af et korps.

## 8. Korps og Normandiet
Den 21. januar 1944 blev O'Connor chef for det britiske 8. korps. Det bestod af den britiske Guards Armoured Division, 11. pansrede division og 15. infanteridivision foruden 6. Guards Tank Brigade,, 8. gruppe af Royal Artillery og 2. Household Cavalry Regiment.
Den 11. juni 1944 ankom O'Connor og de forreste elementer af 8. Korps til Normandiet og området ved Caen. O'Connors første opgave (med 43. infanteridivision) bestod i at gennemføre Operation Epsom, et udbrud fra brohovedet som var etableret af 3. canadiske infanteridivision over Odon og Orne floderne og derpå sikre sig højlandet nordøst for Bretteville-sur-Laize og afskære Caen sydfra. Udbruddet og overskridelsen af floderne blev straks gennemført. O'Connors chef og ven fra tiden i Palæstina lykønskede ham og hans korps med deres succes, men at afskære Caen skulle vise sig langt sværere. 8. korps blev trængt tilbage over Orne-floden. O'Connor forsøgte at genskabe brohovedet i operation Jupiter, men det lykkedes ikke. Selv om operationen var slået fejl på det taktiske niveau, var Montgomery tilfreds med de strategiske fordele i form af, at de tyske pansrede styrker blev indsat og bundet på fronten ved Caen.
Efter at være trukket tilbage i reserve den 12. juli, blev den næste store opgave for 8. korps Operation Goodwood, hvor korpset fik fjernet sine infanteridivisioner, men til gengæld fik tilknyttet 7. pansrede division.
Angrebet begyndte den 18. juli med et massivt luftbombardement fra 9. luftvåben og sluttede den 20. juli med et fremstød fra tre sider for at erobre Bras og Hubert-Folie på højre fløj, Fontenay på venstre og Bourguébus højderyggen i centrum. Angrebet gik imidlertid i stå i silende regn, som forvandlede slagmarken til et ælte, uden at de vigtigste mål blev erobret, først og fremmest Bourguebus højderyggen, som var nøglen til ethvert udbrud.
Efter at korpset var vendt tilbage til sin sammensætning fra før invasionen, men med 3. infanteridivision tilknyttet, skiftede korpset stilling til sydvest for Caen for at tage del i Operation Bluecoat. 15. division angreb mod Vire øst og vest for Bois du Homme for at lette den amerikanske fremrykning i Operation Cobra. Et hurtigt fremstød blev fulgt af kraftige kampe mod syd i de to første dage af fremrykningen, og begge sider led store tab.
Da de allierede forberedte sig på at forfølge tyskerne gennem Frankrig, fik O'Connor at vide, at 8. Korps ikke skulle tage del i denne del af felttoget. 8. Korps blev holdt i reserve, og dens transportkøretøjer blev brugt til at forsyne 12. og 30. korps. Hans enhed blev reduceret midt i august, da 11. pansrede division blev overført til 30. korps og 15. division til 12. korps. Mens han lå i reserve, korresponderede O'Connor flittigt med Churchill, Montgomery og andre og kom med forslag til forbedringer af de pansrede køretøjer og tog fat på forskellige andre problemer, såsom "granatchok". Nogle af hans anbefalinger blev fulgt, såsom montering af rambukke på pansrede køretøjer for at kunne håndtere det vanskelige bocage-landskab, men de fleste blev ignoreret.

## OperationMarket Garden, Indien og senere
O'Connor forblev leder af 8. korps indtil videre og fik til opgave at støtte Horrocks' 30. korps under Operation Market Garden, Montgomerys plan om at etablere et brohoved på den anden side Rhinen i Holland. Efter deres indtog i Weert i slutningen af september var 8. korps klar til og deltog i Operation Aintree, fremrykningen mod Venray og Venlo, som begyndte den 12. oktober.
Den 27. november blev han fjernet fra sin post og gik ordre til at overtage Eastern Command i Indien fra generalløjtnant Sir Mosley Mayne. Ifølge Smart iværksatte Montgomery denne forflyttelse, fordi O'Connor ikke var tilstrækkelig skånselsløs overfor sine amerikanske underordnede selv om Mead hævder, at initiativet kom fra CIGS feltmarskal Alan Brooke, men Montgomery gjorde ikke noget forsøg på at beholde O'Connor. Dette udgjorde afslutningen på en lang og fremragende karriere som leder i kamp, selv om den nye post var vigtig, da den beskyttede 14. armés forsyningslinjer.
I november 1945 blev O'Connor forfremmet til fuld general og udnævnt til øverstkommanderende for Northern Command i Indien. Fra 1946 til 1947 var han generaladjudant for styrkerne og personlig Aide de Camp general for kongen. Han tilbragte en stor del af tiden med at besøge britiske tropper, som var stationeret i Indien og Fjernøsten. Hans karriere som generaladjudant blev kortvarig. Efter en uenighed over en aflyst demobilisering af tropper udstationeret i Fjernøsten indgav O'Connor sin afskedsbegæring i september 1947, og den blev modtaget. Montgomery, som på daværende tidspunkt var Chief of the Imperial General Staff, fastholdt, at han var blevet fyret og ikke havde sagt op, da han "ikke kunne klare jobbet". Ikke længe efter fik han tildelt Knight Grand Cross of the Bath.

## På pension
O'Connor gik på pension i 1948 i en alder af 58. Til trods herfor bibeholdt han forbindelsen med hæren og påtog sig andre forpligtelser. Han var kommandant for Army Cadet Force i Skotland fra 1948 til 1959; oberst for Cameronians, 1951 til 1954; Lord Lieutenant af Ross and Cromarty fra 1955 til 1964 og gjorde tjeneste som Lord High Commissioner ved den skotske kirkes generalforsamling i 1964. Hans første kone Jean døde i 1959, og i 1963 giftede han sig med Dorothy Russell. I juli 1971 blev han udnævnt til Ridder af the Thistle. Han døde i London den 17. juni 1981 i en alder af 91.